# Umuwa
Umuwa è una comunità aborigena dell'Australia Meridionale (Australia); essa si trova 1.300 chilometri a nord-ovest di Adelaide ed è utilizzata come centro amministrativo dell'Anangu Pitjantjatjara Yankunytjatjara.